# Luis de Trelles

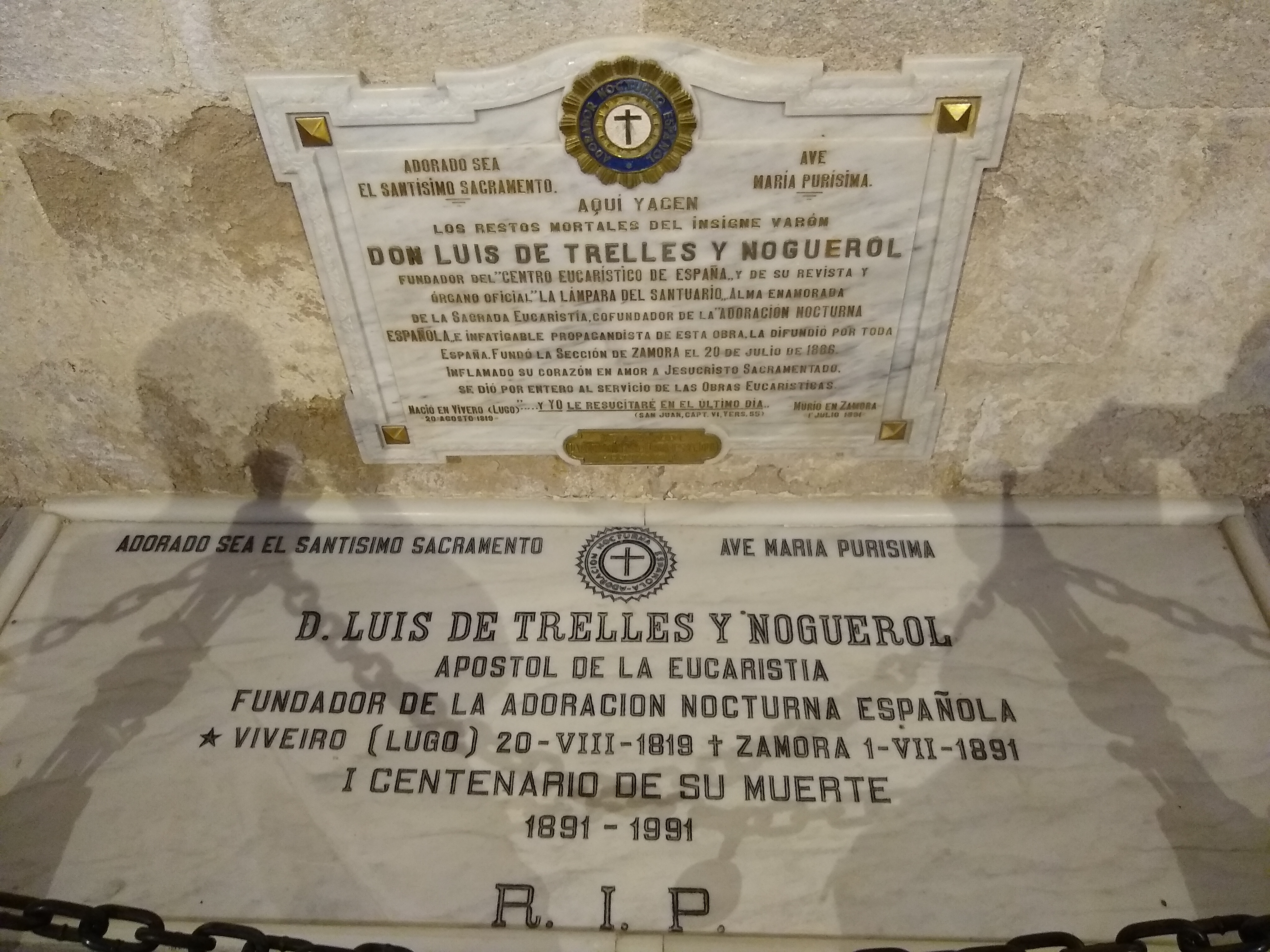
Tumba de Luis de Trelles y Noguerol en la Catedral de Zamora.

Luis de Trelles y Noguerol (Vivero, Mondoñedo, 20 de agosto de 1819 - Zamora, 1 de julio de 1891) fue un jurista español, fundador de la Adoración Nocturna Española y defensor del carlismo.

## Biografía[1][2]
Luis de Trelles cursó sus estudios en el Seminario de Mondoñedo, y derecho en la Universidad de Santiago de Compostela. Ejerció como abogado en su ciudad natal Vivero, La Coruña y Madrid.
Fue fiscal del Juzgado de Artillería e Ingenieros del Departamento Militar y auditor de guerra. En Madrid trabajó como diputado; primero por Viveiro y luego por Gerona. Participó en la fundación de varios diarios y revistas. Desempeñó el oficio de 'abogado de  pobres', sin recibir retribución alguna. Escribió en diversos periódicos y revistas, y fue director de "El Oriente". Diputado en el Congreso (1853 y 1871). Se le concedió la condecoración de la Real Orden de Carlos III, por sus relevantes servicios al Estado.  
Durante la tercera guerra carlista creó una comisión para los canjes de prisioneros, siendo nombrado comisario general de canjes. Su laborioso empeño logró librar de la muerte o el cautiverio a más de 20 000 prisioneros, adelantándose más de 50 años a posteriores instituciones del derecho humanitario internacional. Como mediador de canjes, Trelles recorrió entre 1873 y 1876 miles de kilómetros y escribió cientos de cartas negociando y demandando clemencia, procurando suavizar la crueldad de la guerra.
En 1862, durante un viaje a París a la asamblea internacional de las Conferencias de San Vicente de Paúl, conoce a otros consocios vicentinos franceses que le dan a conocer la Adoración Nocturna. El 3 de noviembre de 1877 organizó la primera vigilia de la Adoración Nocturna Española en la madrileña iglesia de San Antonio del Prado, perteneciente al extinguido convento de los Capuchinos frente al Congreso de los Diputados. Hasta su muerte en 1891, Luis de Trelles se dedicó a promover y organizar nuevas secciones y turnos de la Adoración Nocturna, consiguiendo su difusión por toda España, por lo que es considerado Apóstol de la Eucaristía en el siglo XIX por sus Obras Eucarísticas y su gran actividad en impulsarlas y fundarlas: en 1858, las Conferencias de San Vicente de Paúl, en Vivero, en 1868, el Culto continuo a Jesús Sacramentado, en 1870 la Lámpara del Santuario, revista mensual, de la que fue su propietario, director y casi único redactor (1870-1891), en 1877 la Adoración Nocturna en España, que se extendió por todo el país en más de 50 secciones y en 1891 las Camareras de Jesús Sacramentado, con más de 30 secciones. 
Desde 1991, su cuerpo descansa en la Catedral de Zamora.
Ha sido declarado Venerable por el Papa Francisco en enero de 2015, en lo que supone un paso más hacia su beatificación